# Тодзимбо
Тодзимбо (яп. 東尋坊) — прибрежные скалы у Японского моря возле города Сакаи в префектуре Фукуи, Япония. Высота утёсов в среднем достигает 30 м. В длину они простираются на 1 км.
Тодзимбо составляет часть национального парка Этидзен-Кага Кайган.

## История появления
Утёсы появились в миоценовую эпоху 12—13 миллионов лет назад в результате вулканической активности. Камни образовались при смешении магмы и осадочных горных пород и представляют собой столбчатые пяти- или шестиугольные стыки пироксенного андезита, содержащего плагиоклазы, авгит и энстатит.
Благодаря этому Тодзимбо получил статус охраняемой территории как памятник природы.

## Легенды

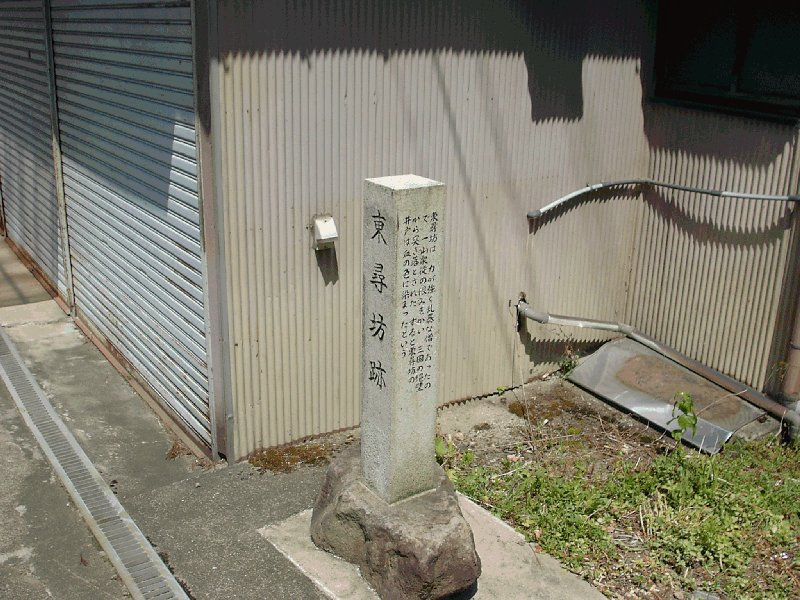
Столб на месте якобы дома монаха Тодзимбо

Согласно одной из легенд, коррумпированный буддистский монах из местного храма Хэйсэн-дзи настолько разозлил народ, что они его выбросили в море у Тодзимбо. Согласно легенде, он бушевал в течение сорока девяти дней после своей смерти, а его призрак до сих пор бродит по окрестностям, желая отомстить.
По другой легенде, название этой местности произошло благодаря истории об одноимённом монахе, влюбившимся в принцессу по имени Ая. Однако его столкнул со скал другой поклонник принцессы.

## Самоубийства

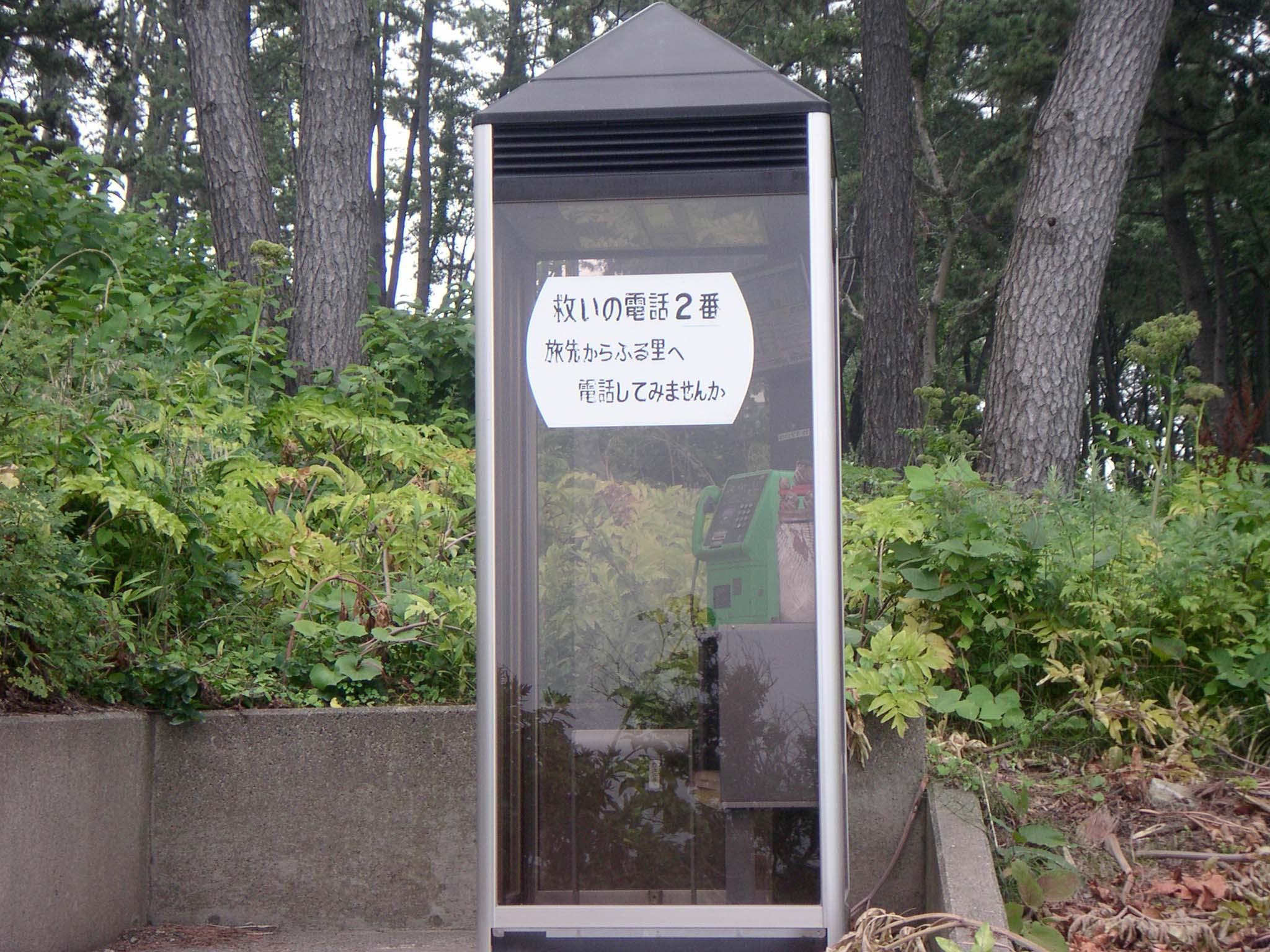
Один из телефонов установлен на маршруте, ведущем к скалам.

Тодзимбо также популярно среди самоубийц.
В 2000-х за Тодзимбо начал следить вышедший на пенсию полицейский Юкё Сигэ. Он спасает потенциальных самоубийц, отвлекая их и беседуя на разные темы.
Подтверждено как минимум 25 суицидов. Сообщается, что в 2008 году пятнадцать человек покончили с собой, сбросившись со скал, а в 2013 году — четырнадцать. В 2016 году было совершено четырнадцать самоубийств, однако уже в следующем году суицидов не было месяцами. Согласно Юкё Сигэ, снижение числа самоубийств объясняется популярностью игры Pokémon Go.
По дороге к скалам было установлено несколько телефонов, чтобы в случае необходимости можно было связаться с экстренными службами.